# Tricyphona (Tricyphona) chilota
Tricyphona (Tricyphona) chilota is een tweevleugelige uit de familie Pediciidae. De soort komt voor in het Neotropisch gebied.